# Macromia unca
Macromia unca är en trollsländeart som beskrevs av Wilson 2004. Macromia unca ingår i släktet Macromia och familjen skimmertrollsländor. Inga underarter finns listade i Catalogue of Life.